# Lairg
Lairg est un village du Sutherland, en Écosse.

## Démographie
Sa population était de 891 habitants en 2011. 